# Сертификация RIAA

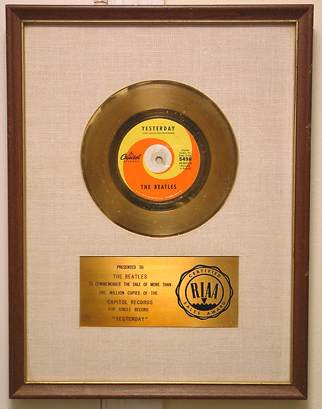
R.I.A.A. сертификат сингла. 1965 год.

Сертификация RIAA — процедура сертификации объёма продаж звукозаписей на территории США, на соответствие определённому статусу. Осуществляется Американской ассоциацией звукозаписывающих компаний.

## История
Появилась в 1958 как попытка стандартизировать методики измерения объёма продаж звукозаписей.
Сначала существовал только статус «Золотая награда» (Gold Award), присуждаемый за продажу более 500 000 экземпляров записи. В 1976 появился платиновый статус (продажа более 1 000 000 экземпляров). В 1984 появился мультиплатиновый статус (более 2 000 000 экземпляров) в 1999 бриллиантовый (более 10 000 000 экземпляров). В 1981 начали сертифицироваться видеозаписи.
Внешний вид наград за это время несколько раз видоизменялся. Сегодняшний дизайн награды существует с 1985.

## Процедура
Сертификация не присваивается автоматически. Чтобы получить её, звукозаписывающая компания должна заплатить сбор для того, чтобы объём продаж альбома\сингла был подвергнут аудиту.
Критерии оценки приведены в таблице:
| Конфигурация              | Золотой | Платиновый | Мультиплатиновый | Бриллиантовый |
| ------------------------- | ------- | ---------- | ---------------- | ------------- |
| Синглы                    | 500 000 | 1 000 000  | 2 000 000        | 10 000 000    |
| Shortform Album/EP        | 500 000 | 1 000 000  | 2 000 000        | 10 000 000    |
| Full-Length Album         | 500 000 | 1 000 000  | 2 000 000        | 10 000 000    |
| Multi-Disc Set            | 500 000 | 1 000 000  | 2 000 000        | 10 000 000    |
| Music Video Single        | 25 000  | 50 000     | 100 000          | 500 000       |
| Music Video Longform      | 50 000  | 100 000    | 200 000          | 1 000 000     |
| Multi-Box Music Video Set | 50 000  | 100 000    | 200 000          | 1 000 000     |

Для испаноязычных записей действуют другие критерии:
- 100 000 экземпляров: Oro album.
- 200 000 экземпляров: Platino album.
- 400 000 экземпляров: Multi-Platino album.

## Разное
В других странах также существуют подобные схемы сертификации. (См золотой альбом, платиновый альбом).
Наивысшие продажи в США зарегистрированы для альбомов группы «The Eagles» «Their Greatest Hits (1971–1975)» и Майкла Джексона «Thriller», которые стали платиновыми по 29 раз, что значит, что они были проданы в количестве 29 миллионов экземпляров каждый (по состоянию на 10 декабря 2010 г.).